# Efecto lunar
El término efecto lunar se refiere a la creencia real o infundada de que existe una correlación entre las etapas específicas del ciclo lunar y ciertas anomalías en la conducta de los seres humanos, anomalías que no pueden ser explicadas por la variación en los niveles de luz. Diversos estudios han examinado el efecto en humanos, a finales de los 1980s se dieron por lo menos 40 estudios relacionados con las conexiones lunares, y por lo menos 20 estudios respecto a la tasa de nacimientos lunares. Otros estudios han demostrado que no hay ninguna razón científica que lo corrobore, pues no se ha podido establecer ningún vínculo significativo entre el ciclo lunar y el comportamiento humano. Los estudiosos que desacreditan el efecto a veces se refieren al mismo como la hipótesis de Transilvania o el efecto de Transilvania para enfatizar su carácter fantasioso.

## Origen
Se han encontrado ejemplos de esta creencia en escrituras asirias/babilónicas. El término "lunático" se derivó en América de la palabra luna.

## Creencia moderna en la teoría lunar

### La fertilidad y la pérdida de sangre
En general, existe la creencia de que la Luna tiene una relación con la fertilidad; esto se debe a que el ciclo menstrual humano, con un promedio de 28 días de duración, se corresponde con la duración del ciclo lunar. Sin embargo, se ha demostrado de forma concluyente que no existe conexión entre el ciclo lunar y el ciclo menstrual, y es probable que la similitud en la longitud de los dos ciclos sea una mera coincidencia.
En alguna ocasión se ha llegado a afirmar que los cirujanos se niegan a operar en días de luna llena por el aumento del riesgo de muerte del paciente debido a una mayor pérdida de sangre en esos días. En octubre de 2009, el político británico David Tredinnick afirmó que durante la luna llena "la cirugía no funcionará porque la coagulación de la sangre no es eficaz y que la policía tiene que poner más gente en la calle." Un portavoz del Colegio Real de Cirujanos manifestó "reírse a carcajadas" ante la sugerencia de que no podían operar en días de luna llena.

### Orden público
Los jefes de policía de Brighton anunciaron en junio de 2007 que estaban planeando desplegar más oficiales durante el verano para hacer frente a incidencias que ellos consideraban relacionadas con el ciclo lunar. Del mismo modo, la policía de Ohio y Kentucky han achacado aumentos temporales de la delincuencia a la luna llena. En enero de 2008, Annette King, ministra de Justicia de Nueva Zelanda, sugirió que una serie de apuñalamientos en el país podrían haber sido debidos al ciclo lunar.

### Política
Se sugirió que la luna llena podría haber influido en el comportamiento de los votantes en las elecciones presidenciales de U.S.A. en el 2000.

## Razones presentadas por los creyentes
Los creyentes en la hipótesis lunar sugieren diferentes mecanismos por los que el ciclo lunar podría influir en el comportamiento de los seres humanos. Una hipótesis común es que, ya que la Luna afecta a grandes masas de agua como el mar, puede que la Luna tenga un efecto similar en los seres humanos, cuyos cuerpos contienen una gran cantidad de agua. Sin embargo, esto es un error, ya que no toma en cuenta las diferencias de escala y proporción. La fuerza de la marea es muy débil con respecto al volumen del agua implicada. Desde un punto de vista físico no se puede esperar que la luna ejerza un efecto gravitatorio adicional sobre el cuerpo humano mayor que el que le produciría un mosquito.
Otra sugerencia es que la proporción de iones positivos aumenta durante la luna llena y que esto influye en el comportamiento humano. Sin embargo, esto no es más que un reclamo pseudocientífico. No sólo es el aumento de la proporción extremadamente pequeño (mucho menos que la causada por el aire acondicionado y la contaminación del aire), sino que además los iones de carga positiva o negativa no tienen ningún efecto en el comportamiento humano, y ningún efecto fisiológico distinto del de una descarga de electricidad estática.
Ciertos creyentes (David Tredinnick es un ejemplo destacado) suelen apoyar sus afirmaciones señalando que muchos policías y enfermeras han observado un efecto lunar en el transcurso de su trabajo. En el caso de que enfermeras y policías verdaderamente aseguren observar dichos patrones, es más probable que se explique como un sesgo de confirmación: la gente nota si sucede algo dramático durante la luna llena, pero no se dan cuenta cuando no sucede nada dramático. Además, los sucesos dramáticos que se producen cuando no hay luna llena no suelen contarse como pruebas en contra de esta creencia, por lo que se produce un efecto de refuerzo colectivo. Cuanto más se habla de los efectos, más personas observan relaciones espurias.

## Investigación científica de la hipótesis
Algunos estudios parecen ofrecer un apoyo limitado a la hipótesis de los efectos lunares, pero la mayoría no demuestran que exista relación alguna entre la fase de la luna y un comportamiento anormal. Además, el metaanálisis de estos estudios ha revelado que los resultados aparentemente significativos suelen ser anomalías estadísticas en lugar de indicadores de un efecto real. En general, los resultados positivos han tendido a ser poco concluyentes, en contradicción con otros estudios, o ser el resultado de errores estadísticos.
Por ejemplo, un estudio encontró una correlación estadísticamente significativa entre la fase lunar y los ingresos hospitalarios por hemorragia gastrointestinal, pero los investigadores reconocieron que la amplia variación en el número de ingresos a lo largo de todo el ciclo lunar limita la interpretación de los resultados. Otros dos estudios obtuvieron pruebas de que las personas con trastornos mentales presentan períodos de aumento de episodios violentos o agresivos durante la luna llena, un tercer estudio más reciente, sin embargo, no encontró dicha correlación. Un análisis de datos de salud mental obtuvo un efecto significativo de la fase de la luna, pero solo en pacientes esquizofrénicos.
Un estudio en pacientes con epilepsia encontró una correlación negativa significativa entre el número medio de convulsiones y la fracción de la Luna iluminada por el Sol. Pero esta correlación desapareció cuando se evitó que los pacientes vieran la claridad local del cielo nocturno, lo que sugiere que fue el brillo de la noche lo que influyó en la aparición de crisis epilépticas.
También existe un informe con una correlación entre la fase lunar y el número de homicidios en el condado de Dade. Pero un análisis posterior demostró que en realidad los datos presentados no sólo no apoyaban las supuestas conclusiones sino que además se habían utilizado procedimientos estadísticos inapropiados y engañosos.
Tres estudios realizados entre 1959 y 1973 registraron un incremento del 1 por ciento de los nacimientos en Nueva York después de la luna llena. Sin embargo, un análisis de 1957 de 9551 nacimientos en Danville, Pensilvania, no encontró ninguna correlación entre la tasa de natalidad y la fase de la luna. En 2001, un análisis de los registros de 70 millones de nacimientos provenientes del Centro Nacional de Estadísticas Sanitarias, (National Center for Health Statistics) no obtuvo ninguna relación entre las tasas de nacimiento y el periodo lunar.
Un estudio de quince meses en Jacksonville, Florida, no obtuvo relación entre la fase lunar y el índice de delincuencia o las admisiones en hospitales.
Un metaanálisis de los treinta y siete estudios que examinaron las relaciones entre las cuatro fases de la luna y el comportamiento humano tampoco reveló ninguna correlación significativa. Los autores encontraron que, de veintitrés estudios que habían sostenido poder demostrar la correlación, casi la mitad contenía al menos un error estadístico. Del mismo modo, en una revisión de veinte estudios que examinaron las correlaciones entre la fase de la luna y los suicidios, la mayor parte de los veinte estudios no encontró ninguna correlación, y los que sí reportaron resultados positivos eran incompatibles entre sí.
Ivan Kelly, James Rotton y Roger Culver, de tres Universidades norteamericanas, han examinado más de 100 estudios sobre efectos lunares y llegaron a la conclusión de que no se ha demostrado ninguna correlación significativa y fiable (es decir, como máximo es tan probable como si se debiera al azar) entre la Luna llena o en cualquier de sus fases, y cada uno de los siguientes puntos:
- La tasa de homicidios
- Accidentes de tráfico
- Crisis que requiere de la policía o bomberos
- La violencia doméstica
- Los nacimientos de bebés
- Suicidios
- Los grandes desastres
- Tasas de pago de los Casinos
- Asesinatos
- Secuestros
- Agresión por los jugadores profesionales de hockey
- La violencia en las cárceles
- Admisiones psiquiátricas
- Comportamiento agresivo de los residentes de hogares de ancianos
- Asaltos
- Heridas de bala
- Apuñalamientos
- Ingresos a las salas de emergencia
- Licantropía (personas que creen ser hombres lobo)
- Vampirismo (personas que creen ser vampiros)
- Alcoholismo
- Sonambulismo
- Menstruación